# Quận Boise, Idaho

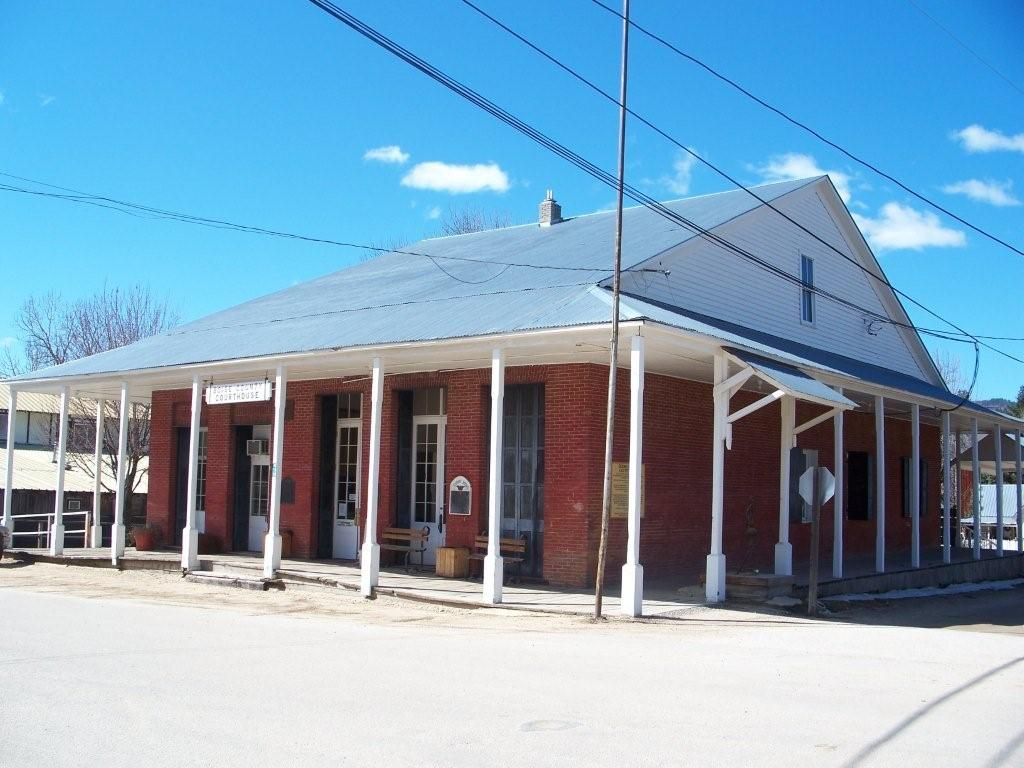
Thành phố Idaho. một thành phố và là quận lỵ của Quận Boise, Idaho, Hoa Kỳ, nằm cách Boise khoảng 36 dặm (58 km) về phía đông bắc.

Quận Boise là một quận thuộc tiểu bang Idaho, Hoa Kỳ.
Quận này được đặt tên theo. Theo điều tra dân số của Cục điều tra dân số Hoa Kỳ năm 2000, quận có dân số người. Quận lỵ đóng ở.

## Địa lý
Theo Cục điều tra dân số Hoa Kỳ, quận có diện tích km2, trong đó có km2 là diện tích mặt nước.